# Fujiwara no Michimasa
Fujiwara no Michimasa (藤原道雅 conosciuto con gli pseudonimi di Michimasa Sanmi (道雅三位) e Ara Sanmi (荒三位); 992 – 25 agosto 1054) è stato un poeta giapponese waka del medio periodo Heian.
È incluso nell'Hyakunin Isshu e tra i Chūko Sanjūrokkasen ed era il nipote della moglie dell'imperatore Ichijo, l'imperatrice Fujiwara no Teishi.

## Biografia
Fu cresciuto da suo nonno, Fujiwara no Michitaka, morto nel 995. Suo padre, Fujiwara no Korechika, fu promosso ministro dell'Interno (Naidaijin) l'anno successivo, ma a seguito di un incidente in cui una freccia fu scoccata contro l'imperatore Kazan, egli è stato retrocesso alla carica di governatore di Dazai. Michimasa visse durante la caduta delle fortune della sua famiglia.
Nel 1004, all'età di 14 anni, gli fu conferito il grado di Junior quinto grado inferiore. Nel 1011 divenne un servitore del principe imperiale Atsuhira (che in seguito divenne l'imperatore Ichijo). Nel 1015 divenne Luogotenente della Guardia di Sinistra. Nel 1016, al momento dell'ascesa al trono dell'imperatore Ichijo, fu promosso al terzo grado inferiore. Tuttavia, fu licenziato 8 giorni dopo aver assunto il suo nuovo incarico. Michimasa aveva una relazione segreta con la principessa imperiale Toshi, che era tornata a Kyoto nel settembre dello stesso anno dopo aver servito come Saiō (Alta Sacerdotessa) del Santuario di Ise, incorrendo nell'ira dell'Imperatore in pensione Sanjō, padre della principessa, e fu punito con la censura dell'Imperatore. Secondo l'Eiga monogatari, Toshi prese la tonsura prima della morte di suo padre, ma secondo lo Shōyūki (小右記), prese la tonsura il 13 novembre 1017, sei mesi dopo la morte di suo padre.
Il 6 dicembre 1024, la figlia dell'imperatore Kazan, Jōtomo-In fu assassinata nella notte e il suo corpo fu scoperto la mattina seguente mangiato da cani randagi. L'anno successivo fu catturato un sospetto che, tuttavia, ha confessato di averla uccisa su ordine di Michimasa. Il caso rimase incompiuto e tale storia è delineata nel diario di Fujiwara no Sanesuke, Ōki, ma Michimasa dovette dimettersi nel 1026 dalle sue posizioni amministrative. Nel 1054 si ritirò dalla vita pubblica e organizzò gare di waka, poco dopo divenne monaco buddista e morì nello stesso anno.

## Opera poetica
Nello Shōyūki venne descritto come un uomo violento, oltre al presunto omicidio della principessa dell'imperatore Kazan, avrebbe umiliato lo zoshikicho (il capo delle guardie) del principe imperiale Atsuakira e faceva scenate nelle case da gioco. Questo gli è valso il nome di 'Ara sanmi' (letteralmente, "Sanmi di rango nobile violento") o "Aku-sanmi" (Sanmi di rango di cattivo nobile).
Nonostante ciò cinque delle sue poesie furono incluse nel Goshūi Wakashū e due furono incluse nello Shika Wakashū, entrambe antologie imperiali.
La sua poesia inclusa nell'Hyakunin Isshu è comunemente interpretata come la risposta di Michimasa al divieto di visitare la Principessa Imperiale Toshi dopo che suo padre ha appreso della loro relazione.
(Hyakunin Isshu  n° 63)
La relazione di Michimasa con l'ex Sacerdotessa di Ise è menzionata nell'Eiga monogatari in più punti. Il narratore traccia un parallelo tra la relazione di Ariwara no Narihira con una sacerdotessa che serve Ise e la relazione tra Michimasa e Toshi. Tuttavia, il narratore sottolinea che poiché Toshi non stava più servendo, non era un'offesa così grave.